# Marinha Grande
Marinha Grande és un municipi portuguès, situat al districte de Leiria, a la regió del Centre i a la subregió de regió de Leiria. L'any 2021 tenia 38.800 habitants. Limita al nord i est amb Leiria, al sud amb Alcobaça i a l'oest amb l'oceà Atlàntic.

## Població
| Població del concelho de Marinha Grande (1920 – 2004) | Població del concelho de Marinha Grande (1920 – 2004) | Població del concelho de Marinha Grande (1920 – 2004) | Població del concelho de Marinha Grande (1920 – 2004) | Població del concelho de Marinha Grande (1920 – 2004) | Població del concelho de Marinha Grande (1920 – 2004) | Població del concelho de Marinha Grande (1920 – 2004) |
| ----------------------------------------------------- | ----------------------------------------------------- | ----------------------------------------------------- | ----------------------------------------------------- | ----------------------------------------------------- | ----------------------------------------------------- | ----------------------------------------------------- |
| 1920                                                  | 1930                                                  | 1960                                                  | 1981                                                  | 1991                                                  | 2001                                                  | 2004                                                  |
| 10995                                                 | 11888                                                 | 20483                                                 | 31284                                                 | 32234                                                 | 34153                                                 | 38030                                                 |

## Freguesies
- Marinha Grande
- Moita
- Vieira de Leiria